# Bo Kalling
Bo Michael Sture Kalling, född 4 augusti 1892 i Hedvig Eleonora församling i Stockholm, död 17 februari 1975 i Danderyds församling, Stockholms län, var en svensk greve, metallurg och professor. Han var svärson till Fredrik Lilljekvist.

## Biografi
Bo Kalling var den tredje sonen till vice häradshövding greve Carl Oscar Kalling och Anna von Knorring. Han utexaminerades 1914 som bergsingenjör från Kungliga tekniska högskolan i Stockholm och var 1915–1916 anställd på dess materialprovningsanstalt. År 1916–1918 var han driftsingenjör vid Domnarvets Jernverk och 1918–1924 anställd vid AB Ferrolegeringar i Trollhättan. Åren 1924–1931 var Bo Kalling knuten till Avesta Jernverks AB, där han utvecklade metoder för tillverkning av rostfria och syrabeständiga stål och vidare uppfann en järnsvampsprocess. 
År 1931 kallades han till professuren i järnets metallurgi vid Tekniska högskolan, där han nydanade undervisningen i metallurgi genom att införa de termodynamiska betraktelsesätten. Han utförde en rad viktiga forskningsarbeten beträffande olika stålprocessers metallurgi, gaser i stål med mera. Vidare utvecklade han tillsammans med ingenjören Ivar Rennerfelt en metod för torrfärskning av granulerat tackjärn (RK-processen). År 1940 lämnade Kalling professuren och blev teknisk chef vid Bolidens Gruv AB, där han bland annat ledde utarbetandet av nya metoder för framställning av nickel, bly med flera metaller. 
År 1945 blev Bo Kalling tekniskt-vetenskaplig direktör vid Stora Kopparbergs Bergslags AB, en tjänst som han kom att inneha fram till 1959. Han blev samma år chef för den nyinrättade forskningscentralen i Domnarvet. I slutet av 1940-talet utvecklade Kalling kaldoprocessen vid Domnarvets Jernverk (därav namnet Kaldo efter Kalling och Domnarvet).
Bo Kalling belönades 1936 med Kungliga Vetenskapsakademiens Arnbergska pris, 1938 med Jernkontorets Rinmansmedalj och 1959 med KTH:s stora pris. År 1934 blev han ledamot av Kungliga Ingenjörsvetenskapsakademien och 1944 av Kungliga Vetenskapsakademien. Han kom även att vara ledamot av Statens naturvetenskapliga forskningsråd och Atomkommissionen. Kalling är begravd på Djursholms begravningsplats.